# Tornillo
Tornillo est une census-designated place située dans le comté d'El Paso, dans l’État du Texas, aux États-Unis. Sa population s’élevait à 1 568 habitants lors du recensement de 2010.